# Lac de Vouglans
Le lac de Vouglans est un lac de barrage situé en France dans le département du Jura, en Franche-Comté.
Il est créé et mis en eau en 1968 avec la mise en service du barrage de Vouglans, établi sur l'Ain dans le massif du Jura. Ses 35 km de long sur 900 m maximum de large, pour 1 600 hectares et 605 millions de m³ d'eau, en font la troisième plus grande retenue artificielle de France métropolitaine par sa capacité, après les lacs de Serre-Ponçon et de Sainte-Croix.

## Géographie

### Situation
Le lac de Vouglans est situé dans le centre-sud du département du Jura, à la limite occidentale de la région des lacs du Jura français. Le niveau de l'eau du lac est situé à 429 m d'altitude, ses rives sont immédiatement dominées de plus de 100 m de dénivelé par le plateau de l'Ain. La retenue est située à 1 km à l'ouest de Moirans-en-Montagne, à 3 km au sud-ouest de Clairvaux-les-Lacs, à 5 km à l'est d'Orgelet, à 13 km au nord-ouest de Saint-Claude et à 15 km au sud-est de Lons-le-Saunier. Son exutoire est la rivière d'Ain.

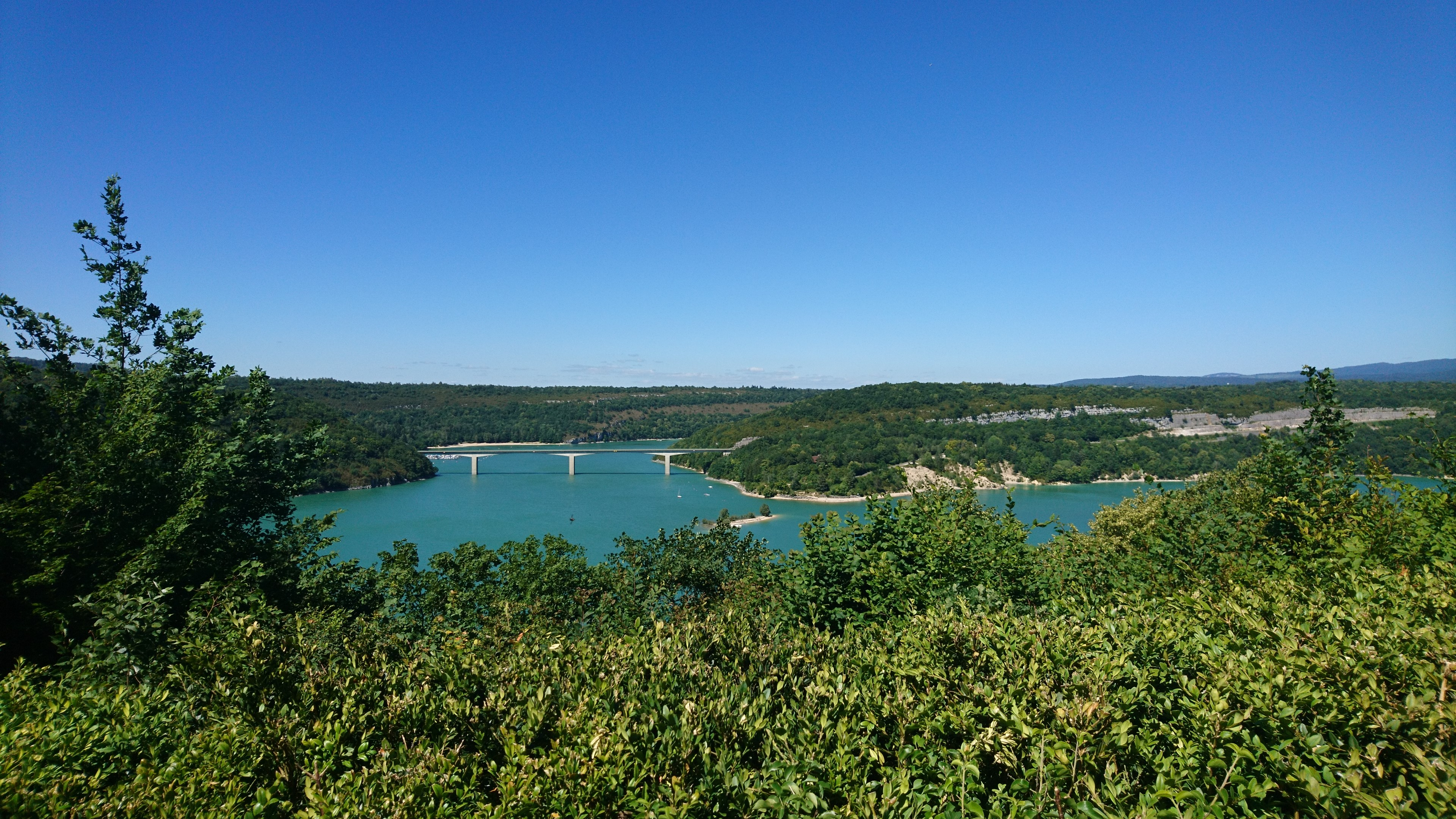
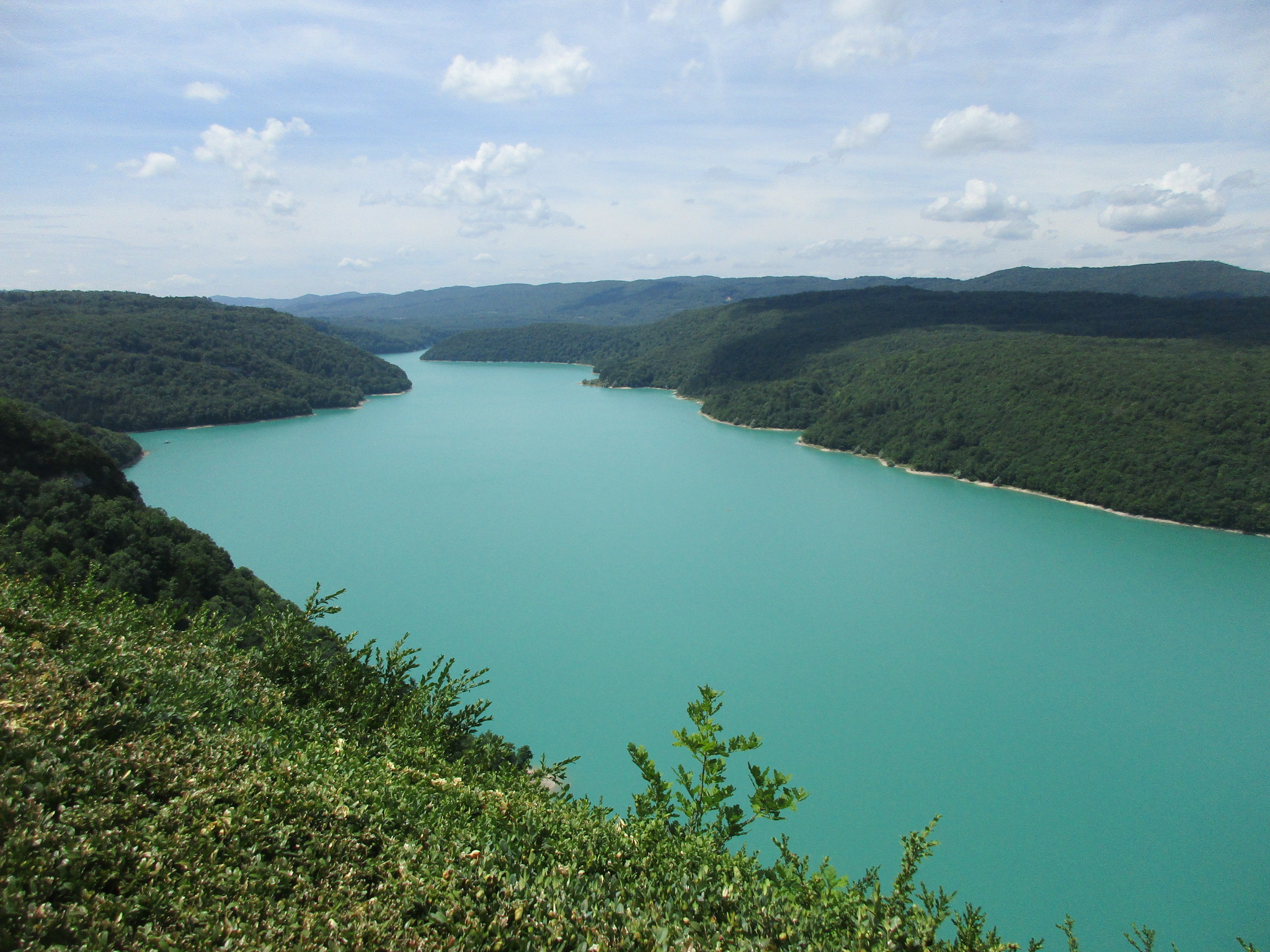
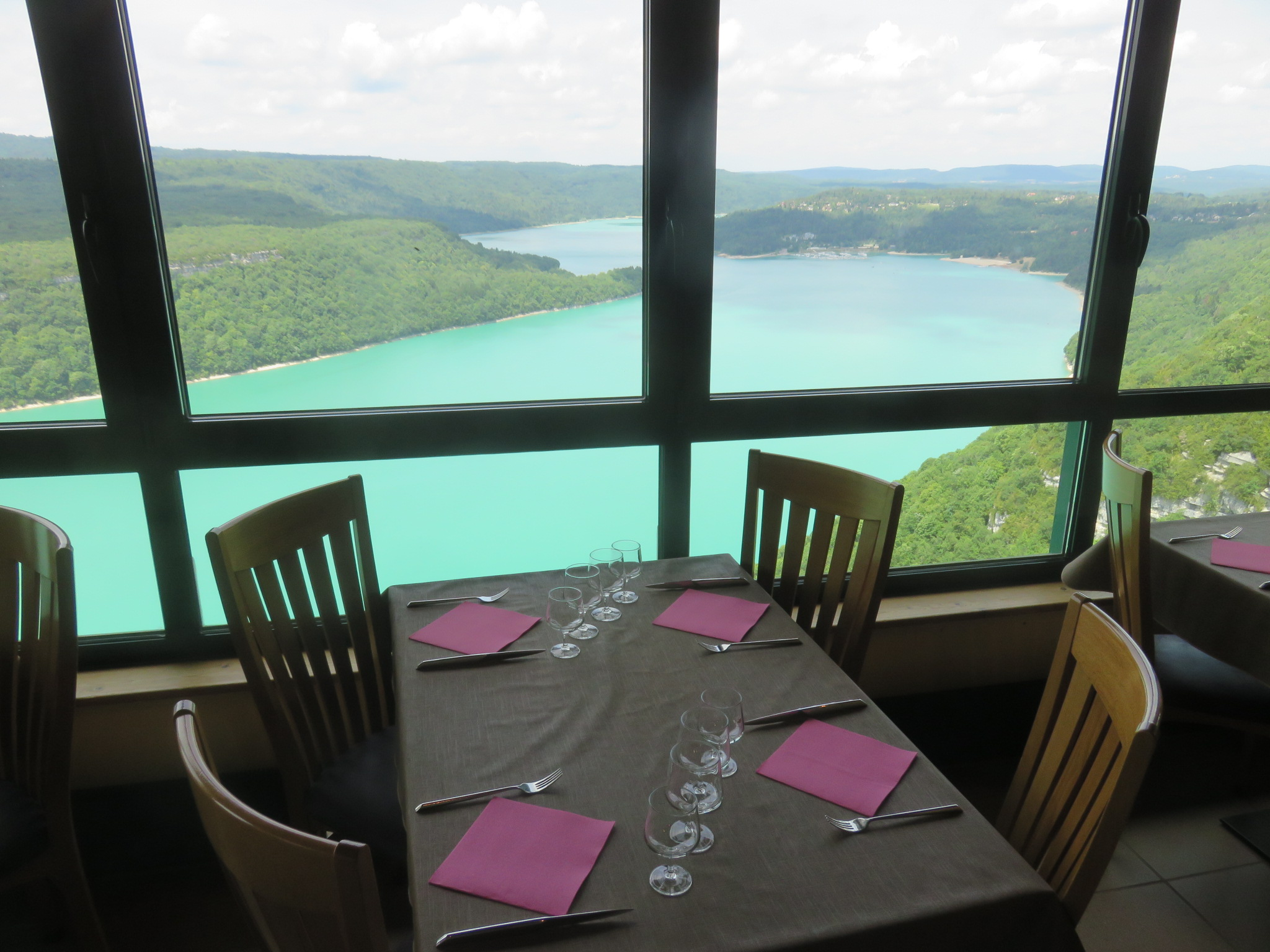
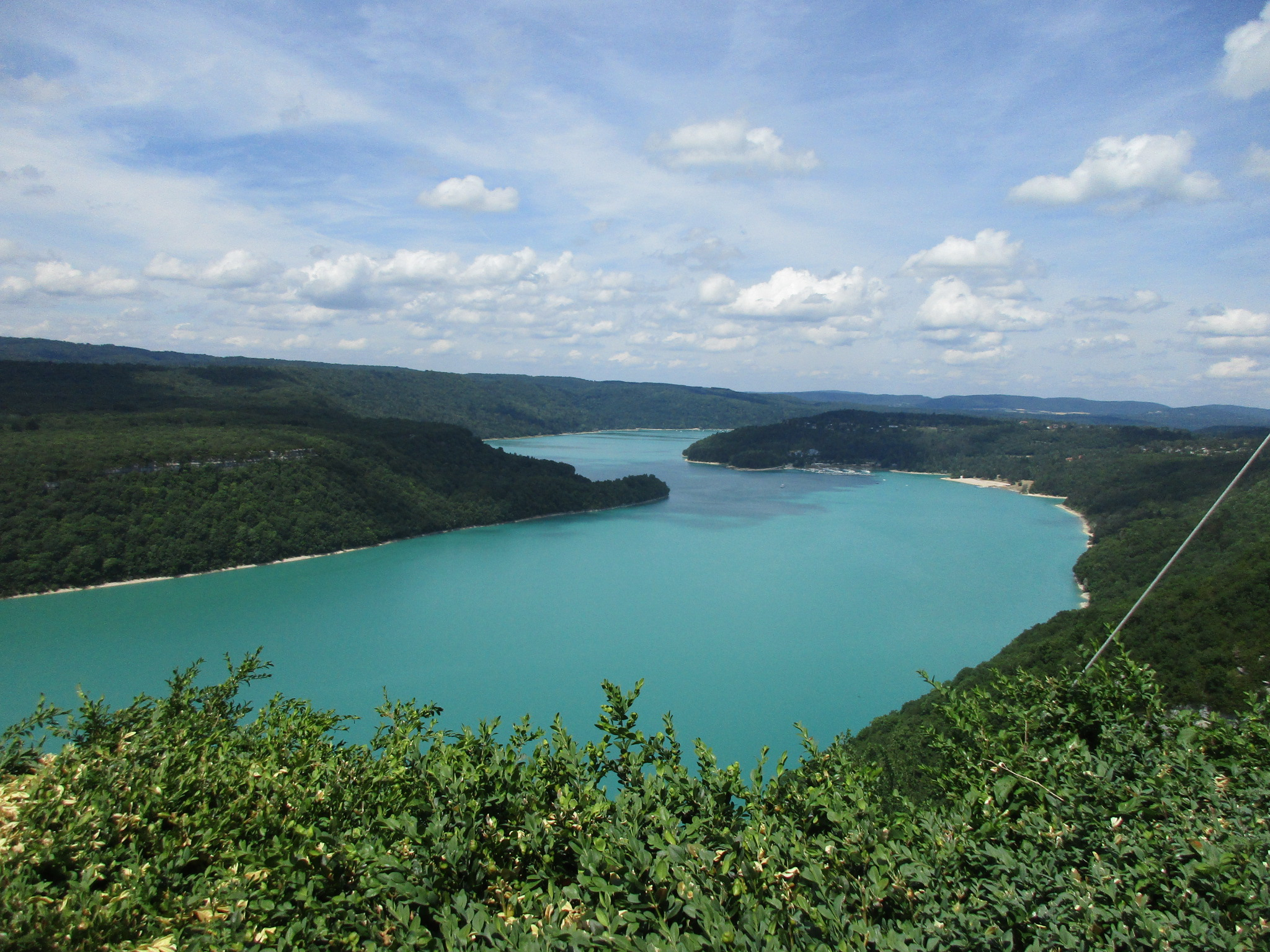
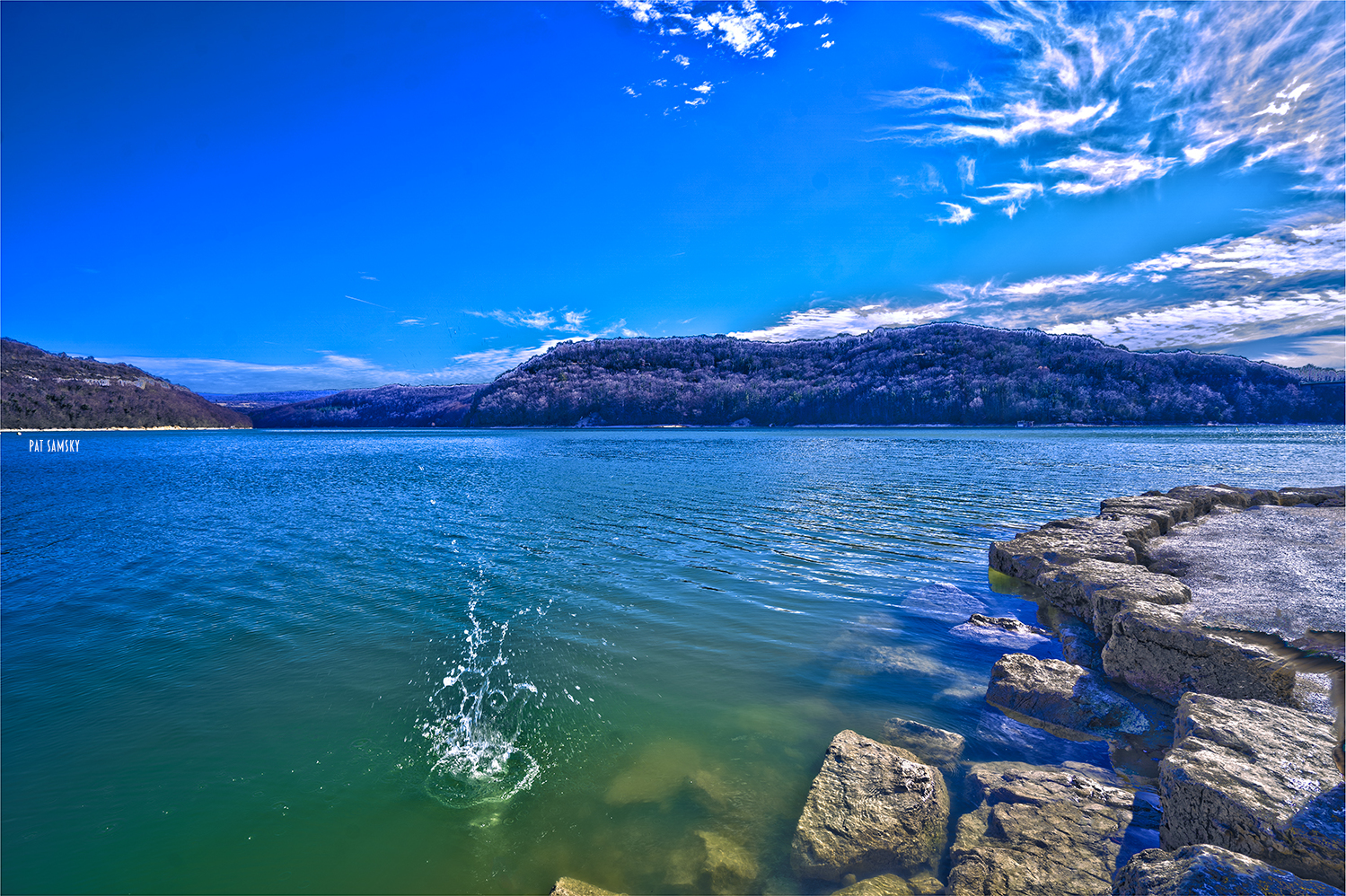

### Cadre géologique
Le lac de Vouglans s'inscrit dans la grande région naturelle du Jura externe, où il occupe un pied de versant du plateau de Champagnole séparé du plateau de Lons-le-Saunier par la côte de l'Heute dominant la combe d'Ain. À l'aval de la combe, l'Ain s'engage dans des gorges, ennoyées depuis 1969 à la suite de la construction du barrage de Vouglans.

Carte géologique simplifiée des unités structurales du massif du Jura.
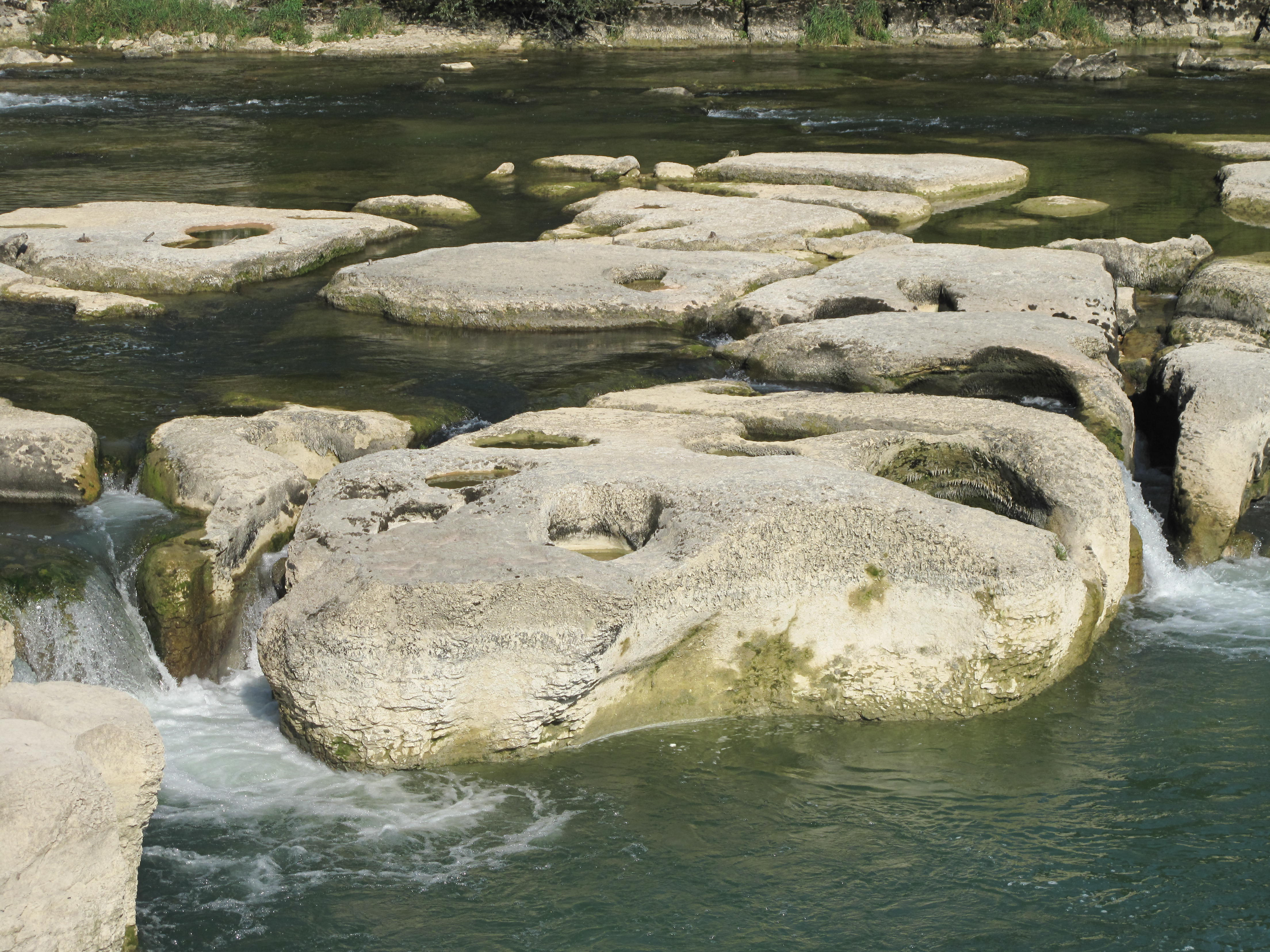
Marmites du diable au lac de Vouglans.

## Morphologie et hydrographie
Le lac de Vouglans occupe une surface moyenne de 1 600 ha (16 km2). Sa largeur est comprise entre 300 et 800 m, la largeur moyenne étant de 450 m, sa longueur totale est de 35 km ; d'une profondeur moyenne de 37,8 m, sa valeur maximale est de 100 m. Il est alimenté par un bassin versant de plus de 1 104 km2 (surface du lac non comprise), dont les plus importants cours d'eau sont l'Ain, la Cimante et la Serra ; son unique émissaire est l'Ain. Le lac occupe un volume de 605 millions de mètres cubes, dont la durée de rétention est de 180 jours.

## Histoire

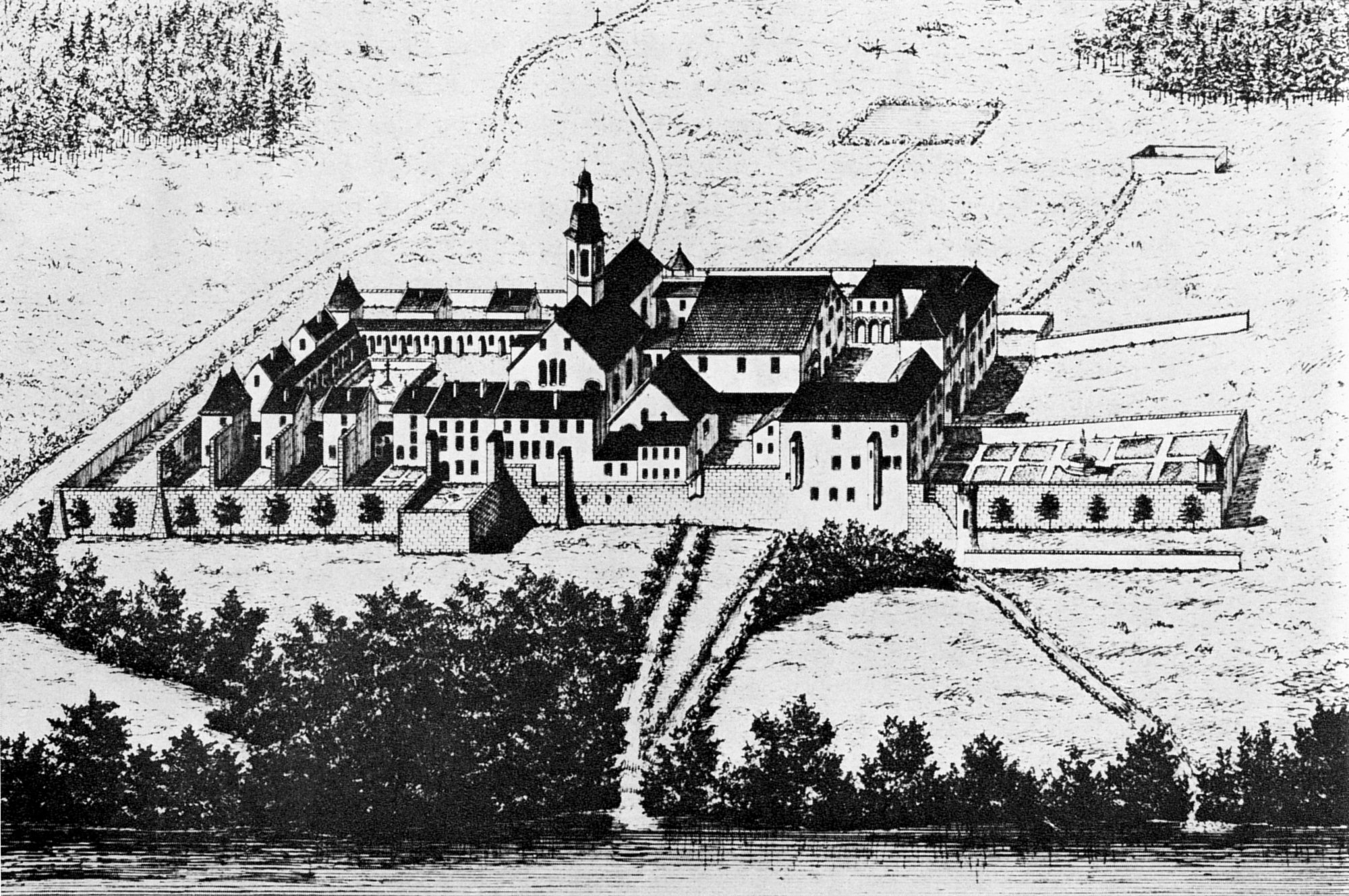
La chartreuse de Vaucluse fondée en 1139, gravure du XVIIe s.
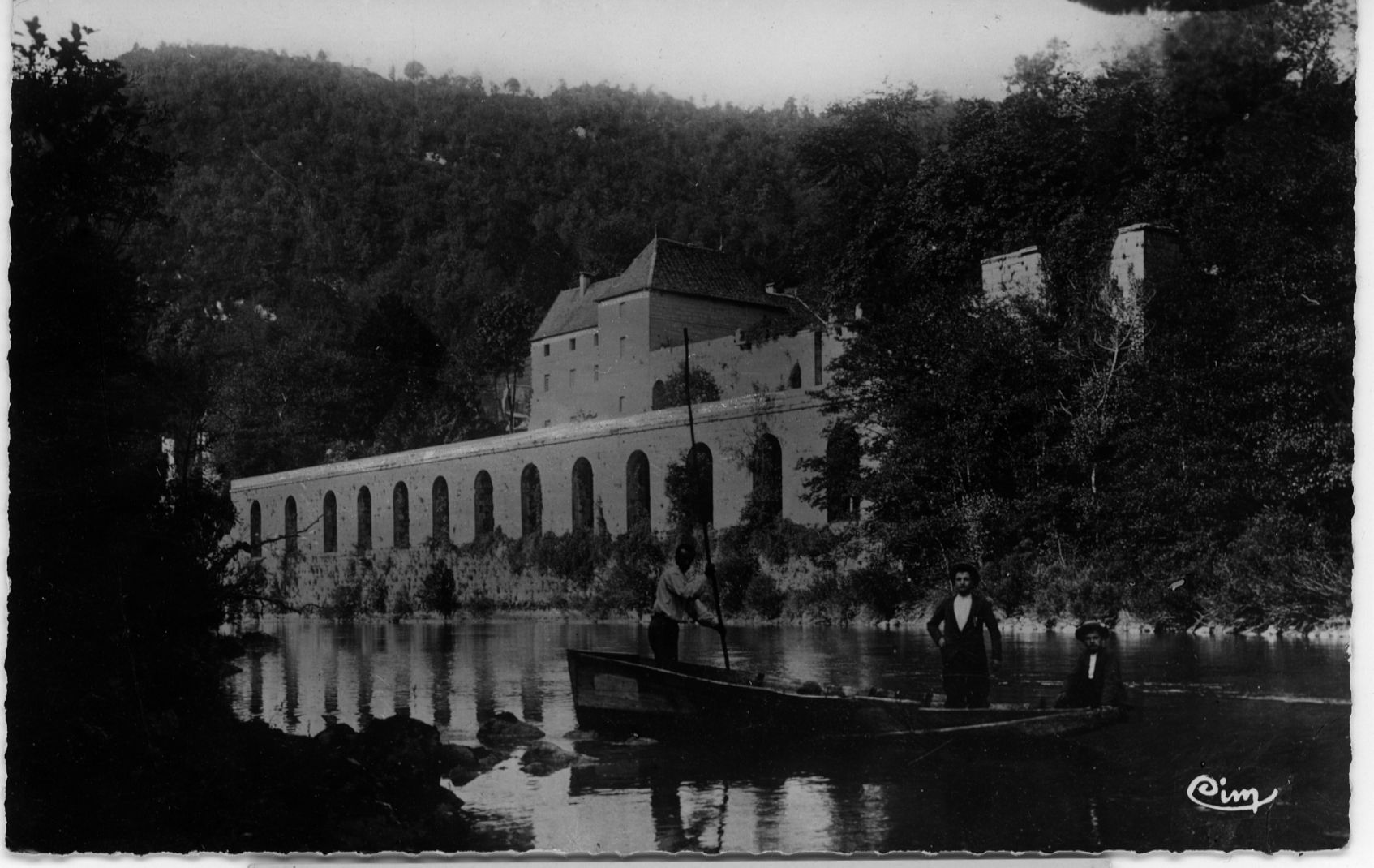
La chartreuse de Vaucluse, accessible uniquement par bac avant sa submersion par le lac de barrage , v. 1920.
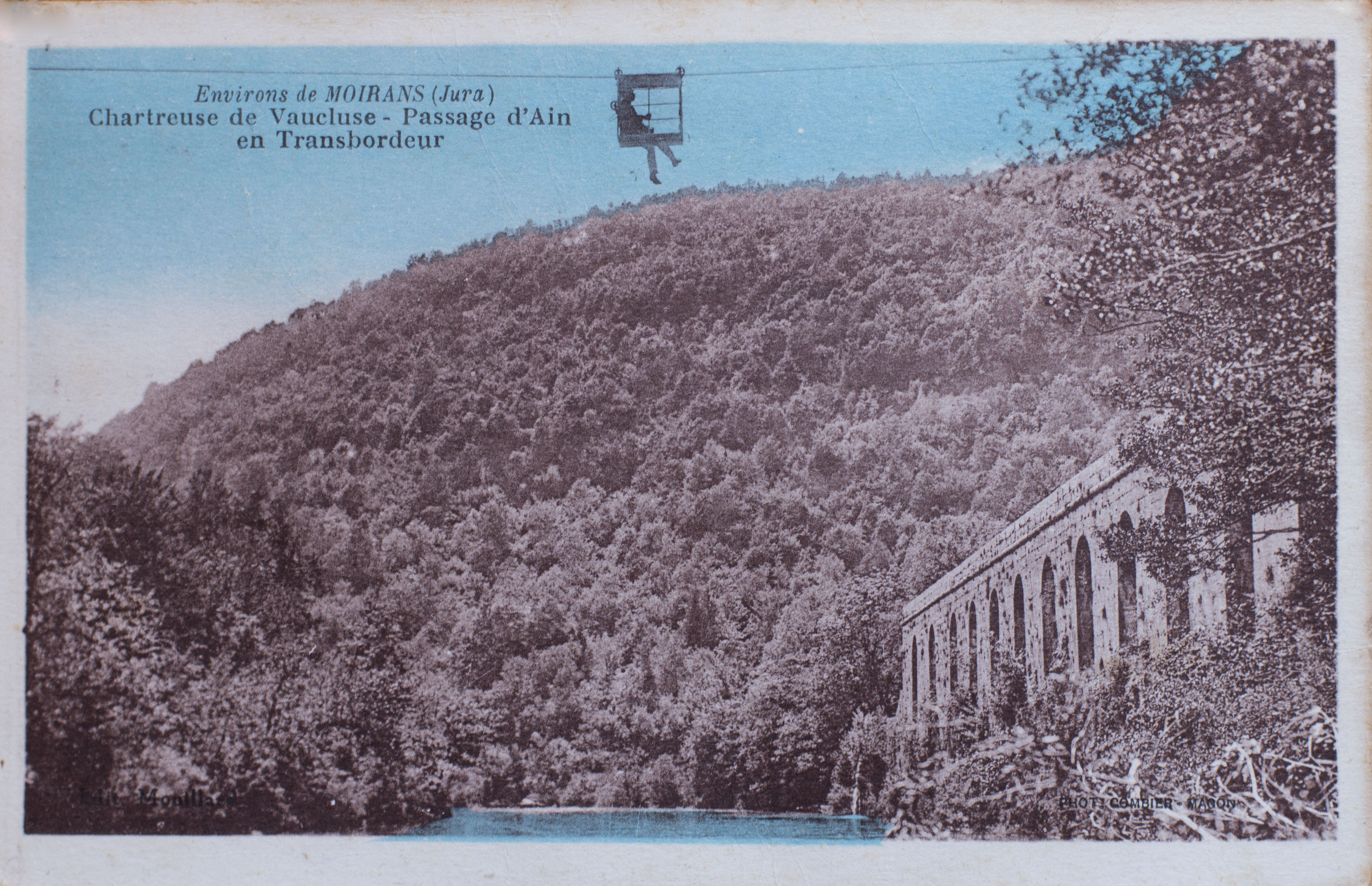
Transbordeur utilisé pour livrer le lait à la chartreuse, v. 1920.
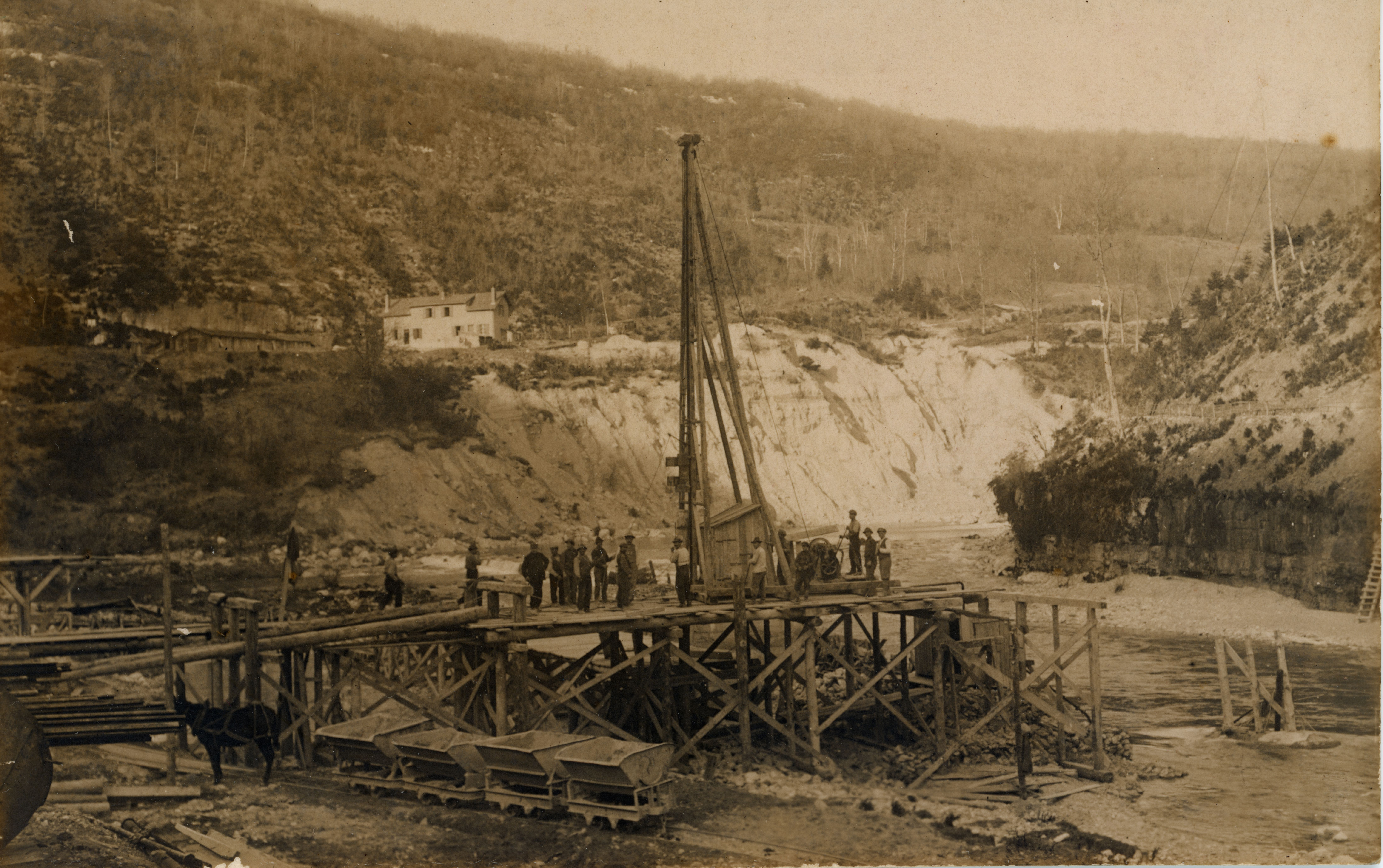
Construction du barrage de Vaucluse, 1922.

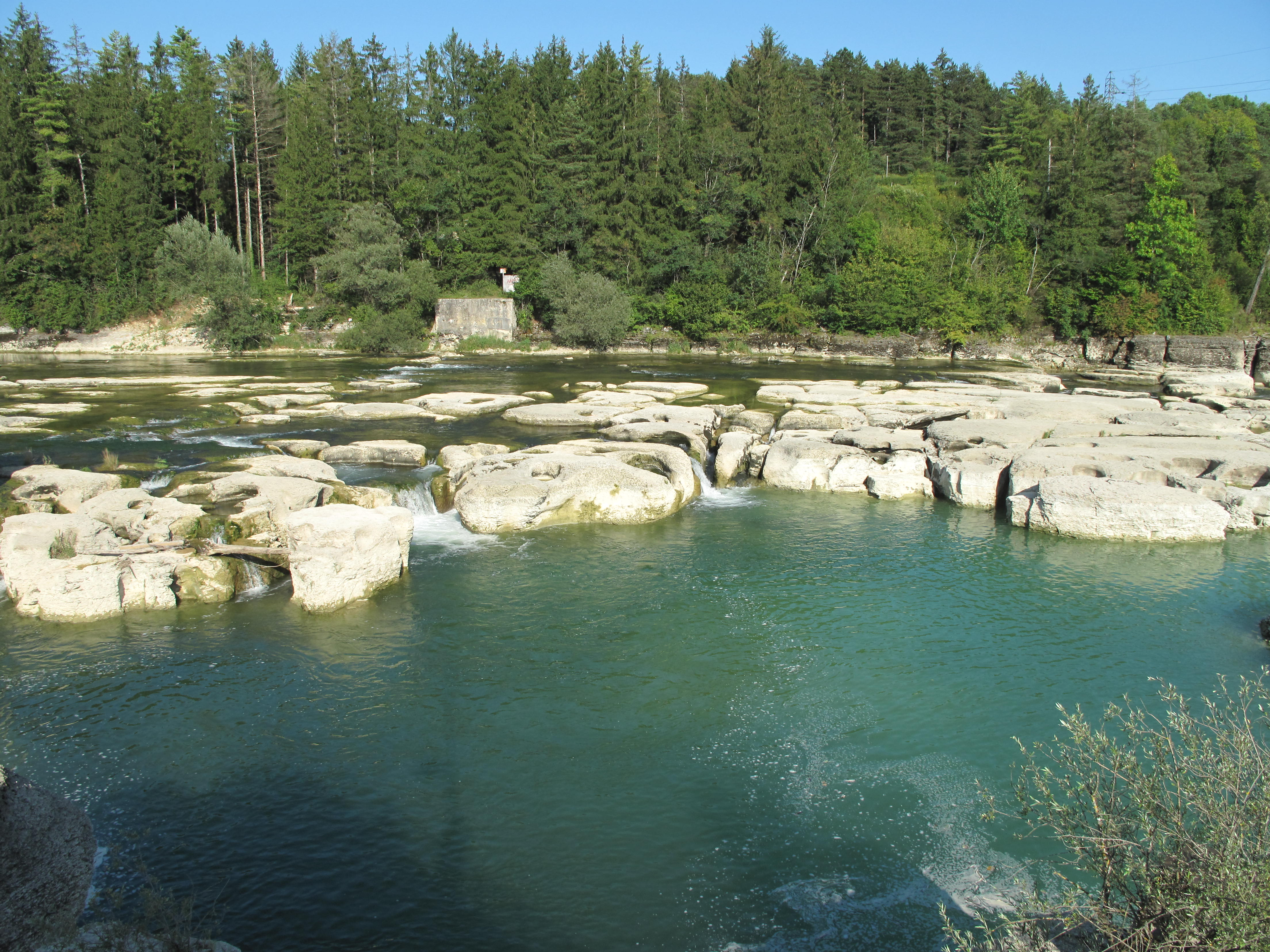
Saut de la Saisse
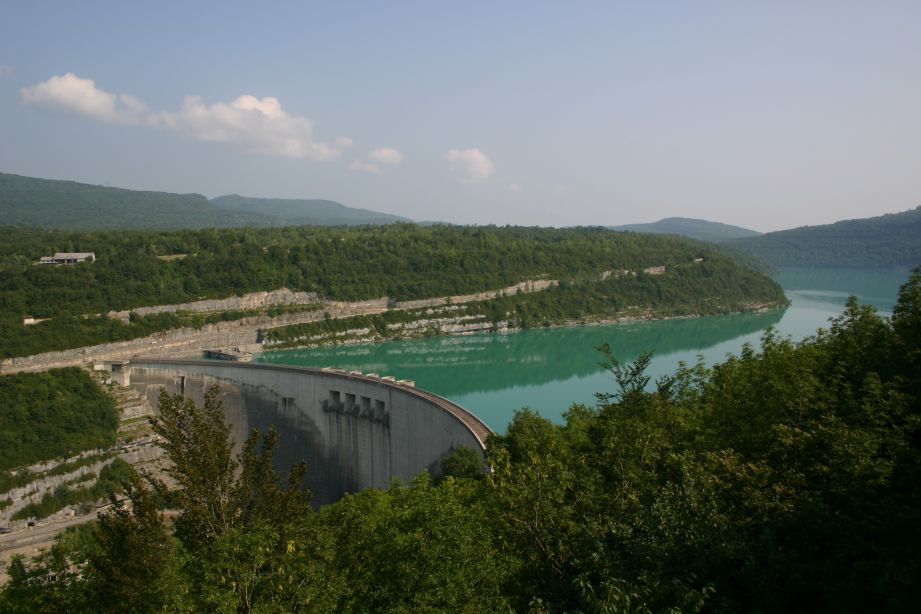
Barrage de Vouglans
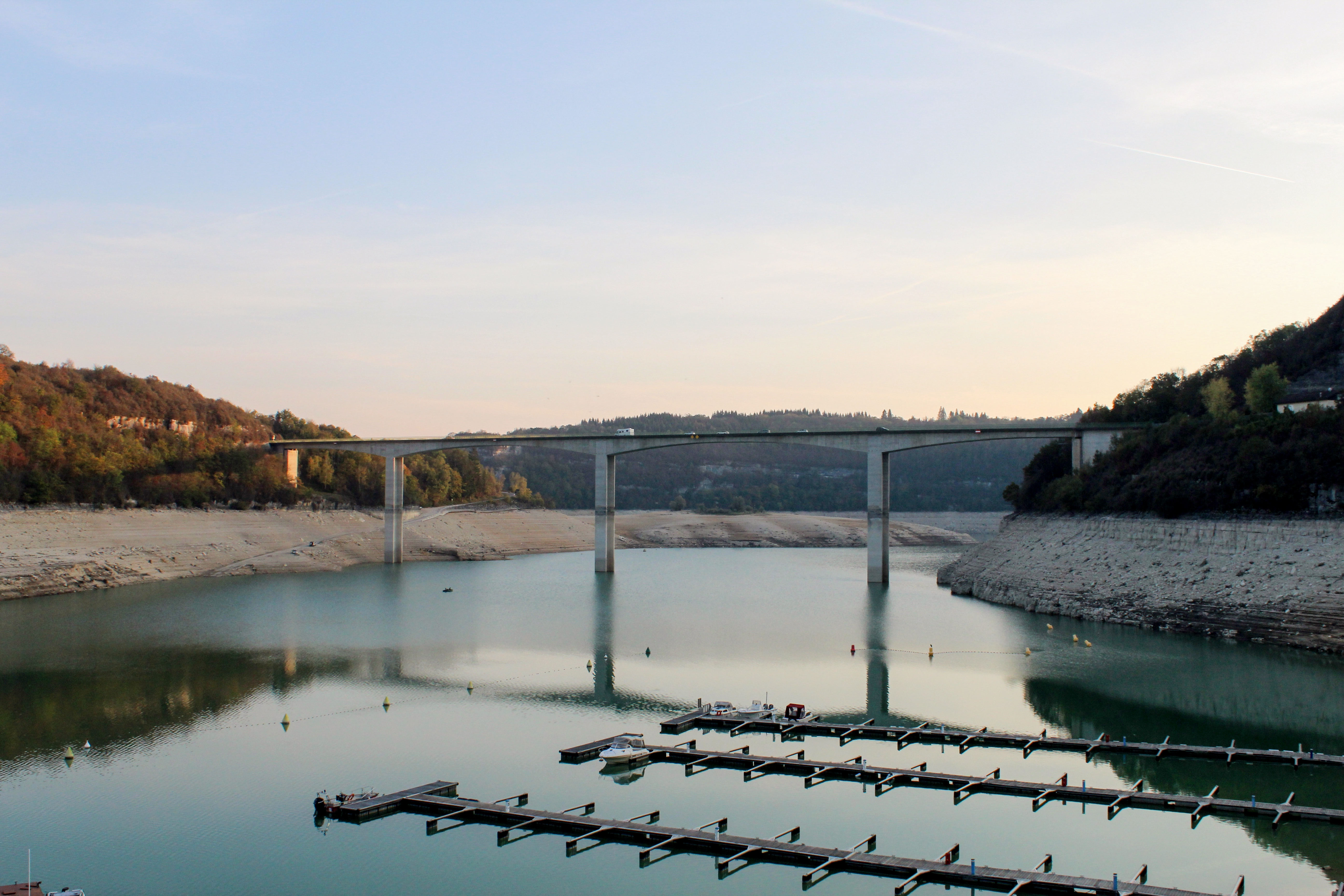
Pont de la Pyle, lors d'un niveau d'eau abaissé
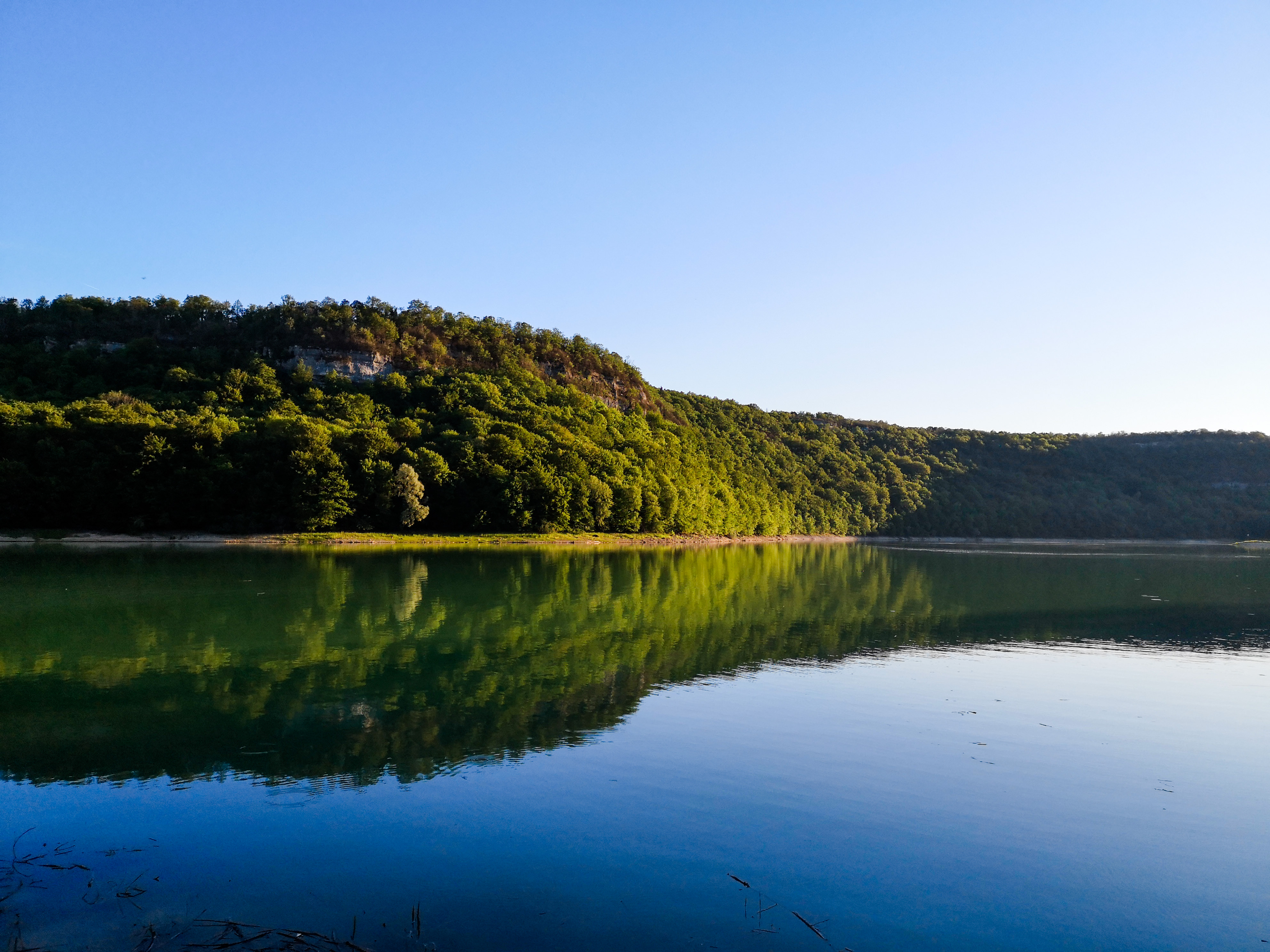
Lac de Vouglans au niveau de Barésia

## Environnement

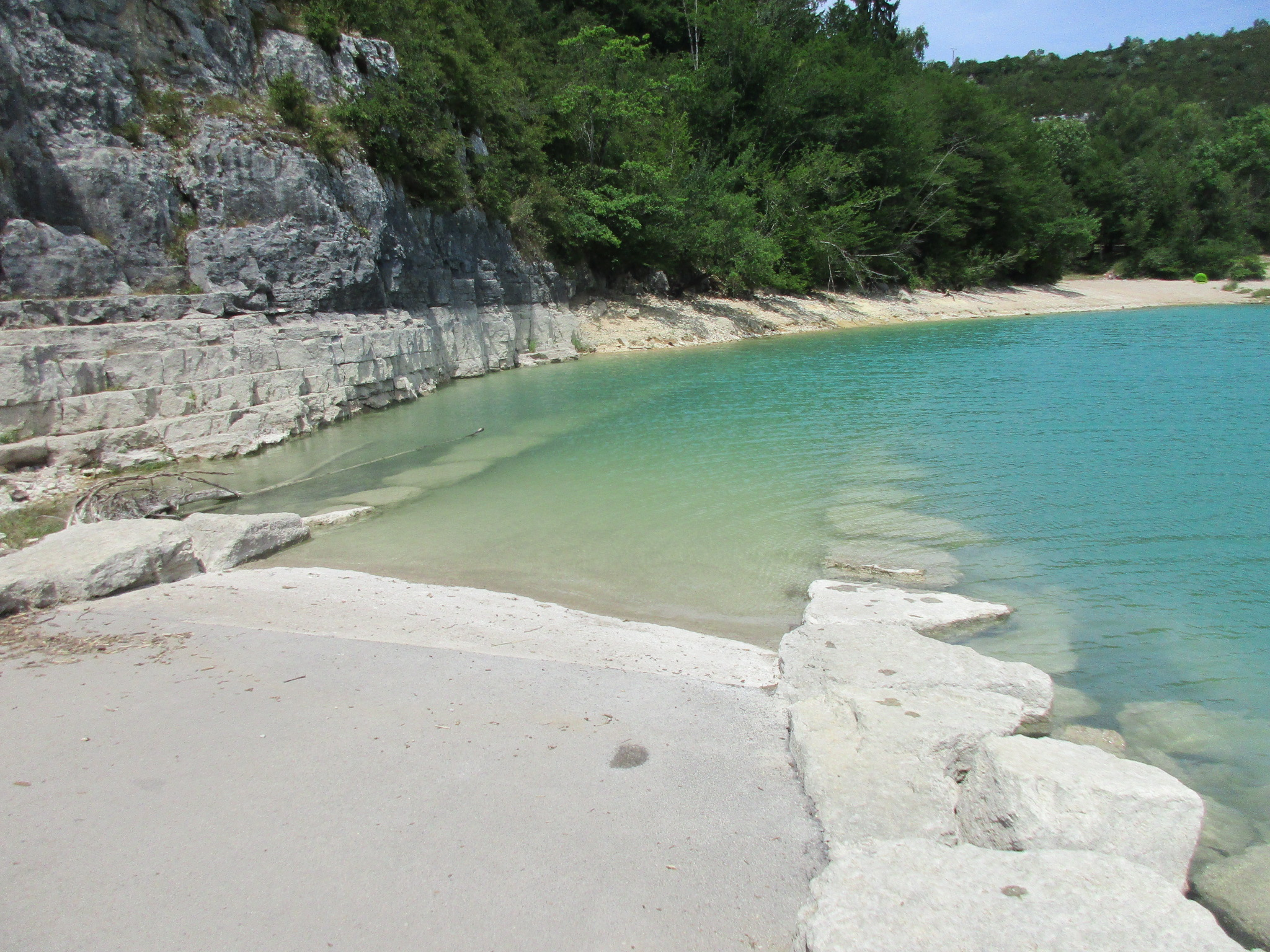
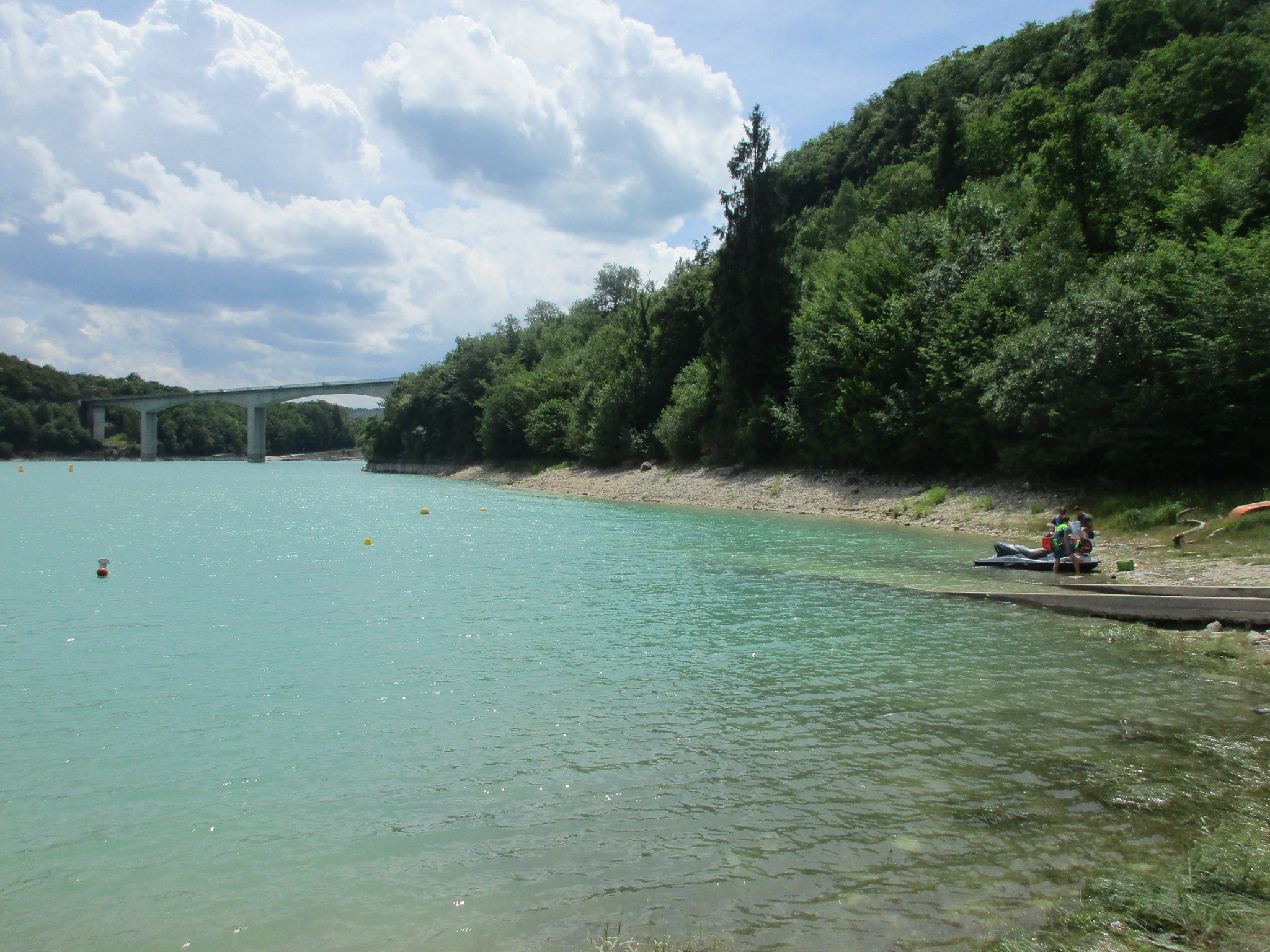
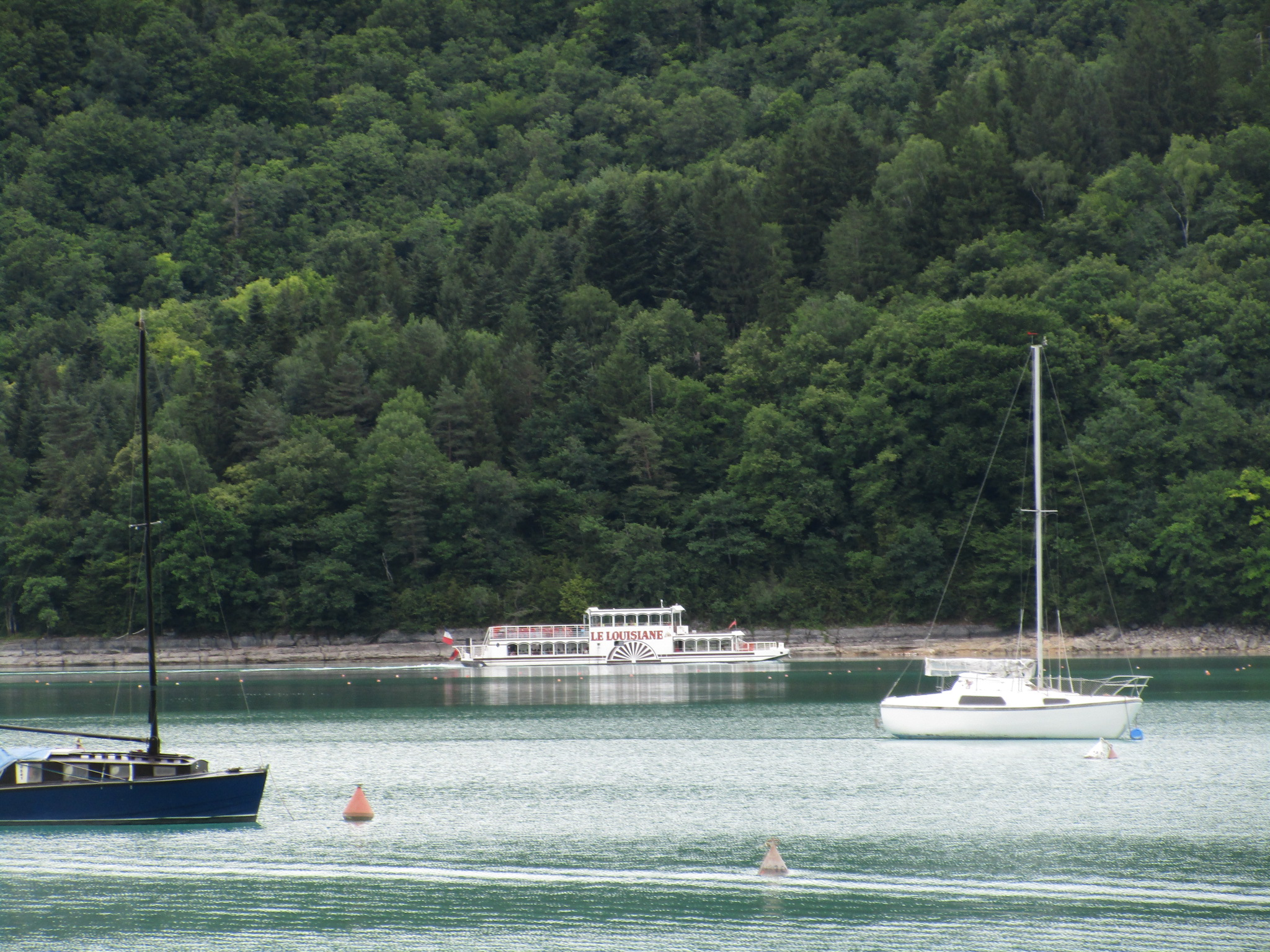
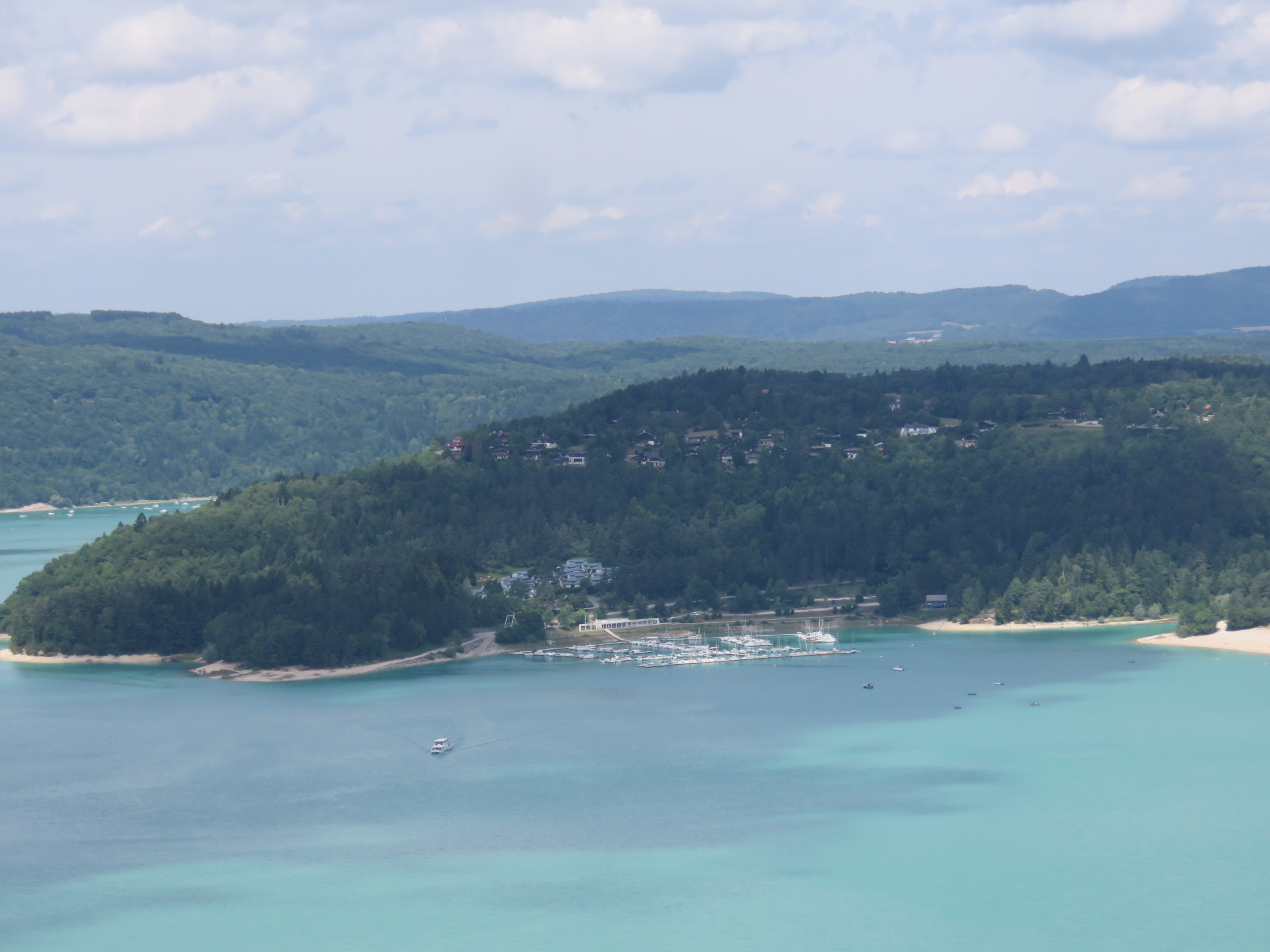
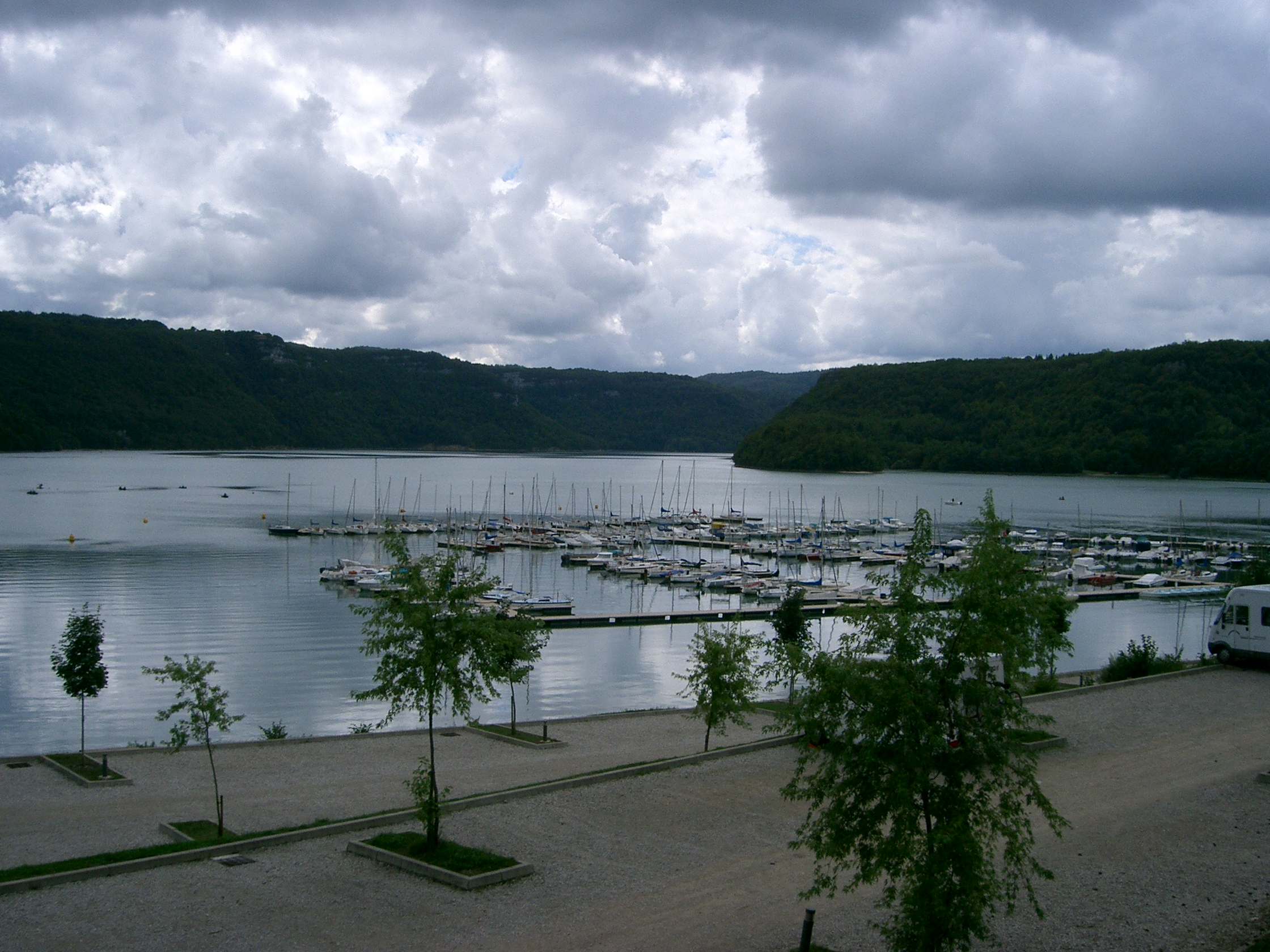
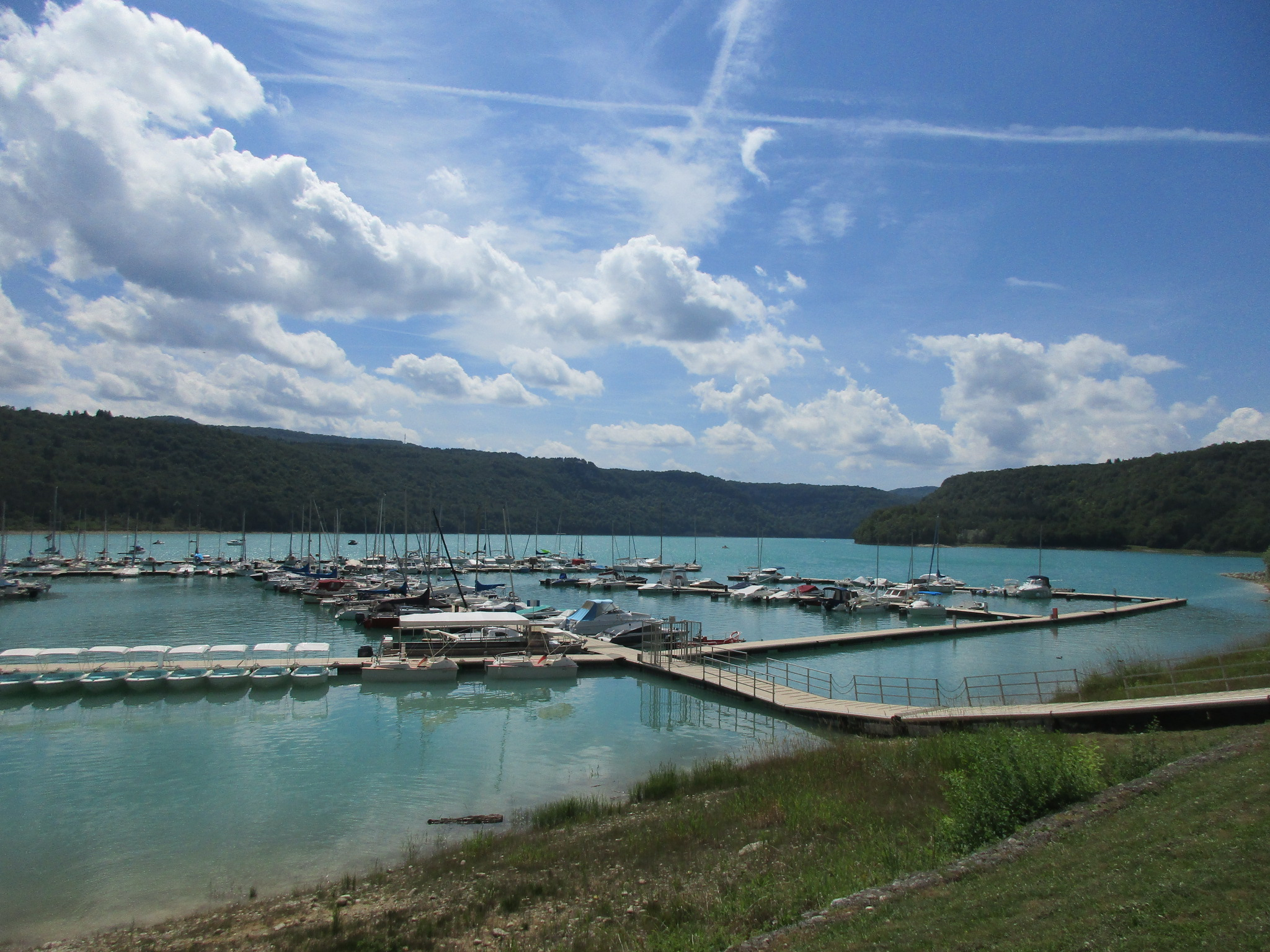
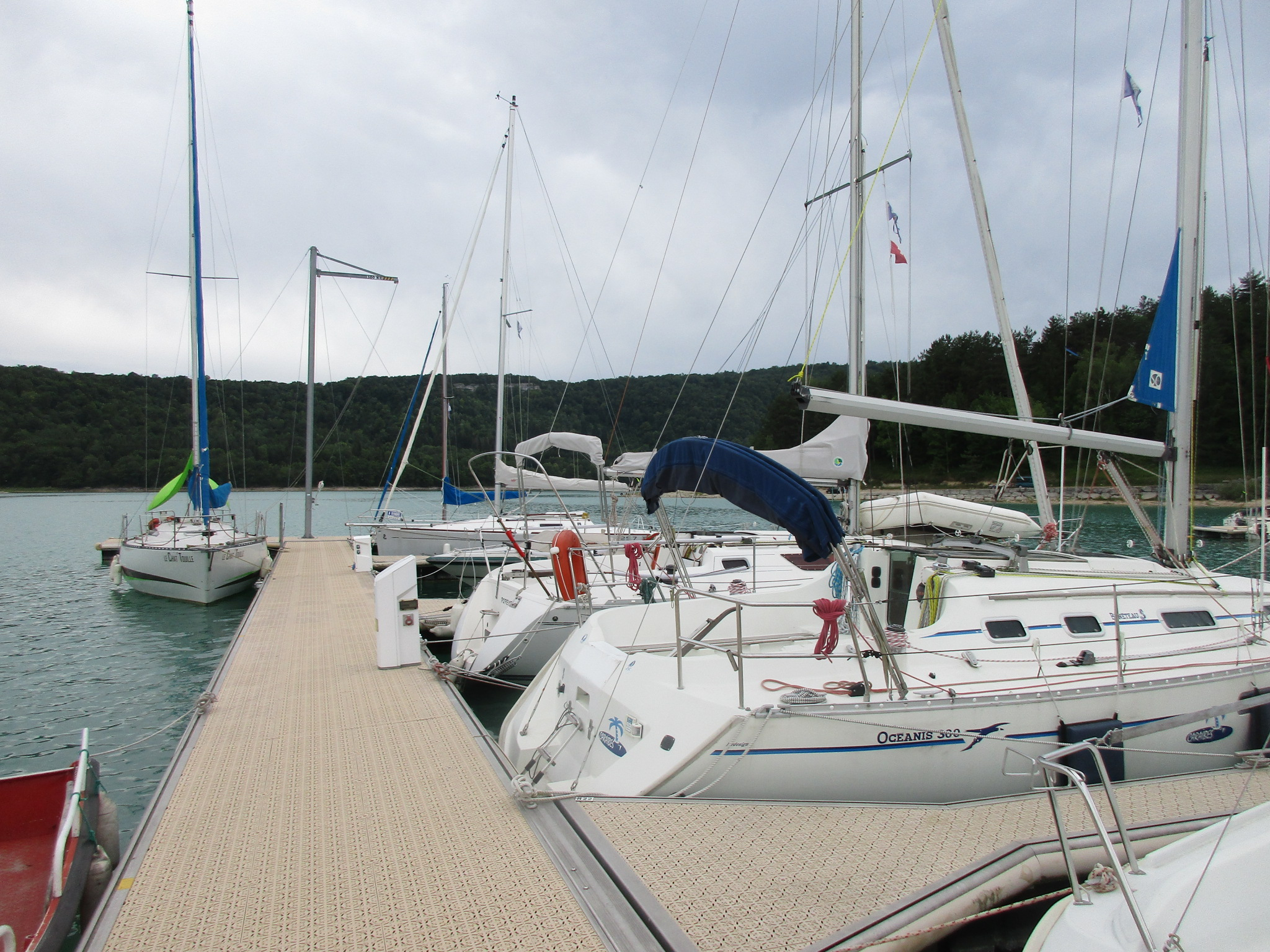
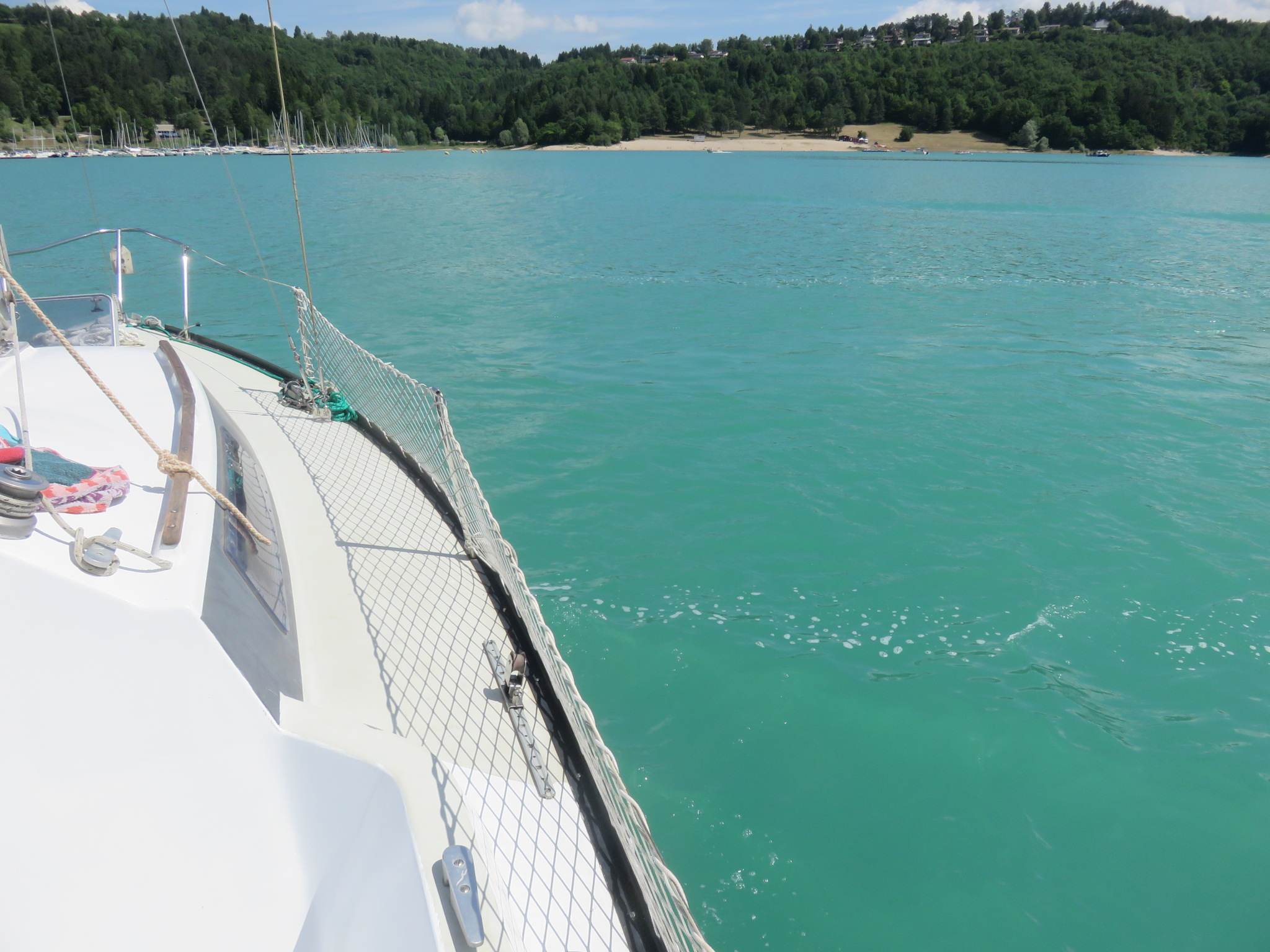
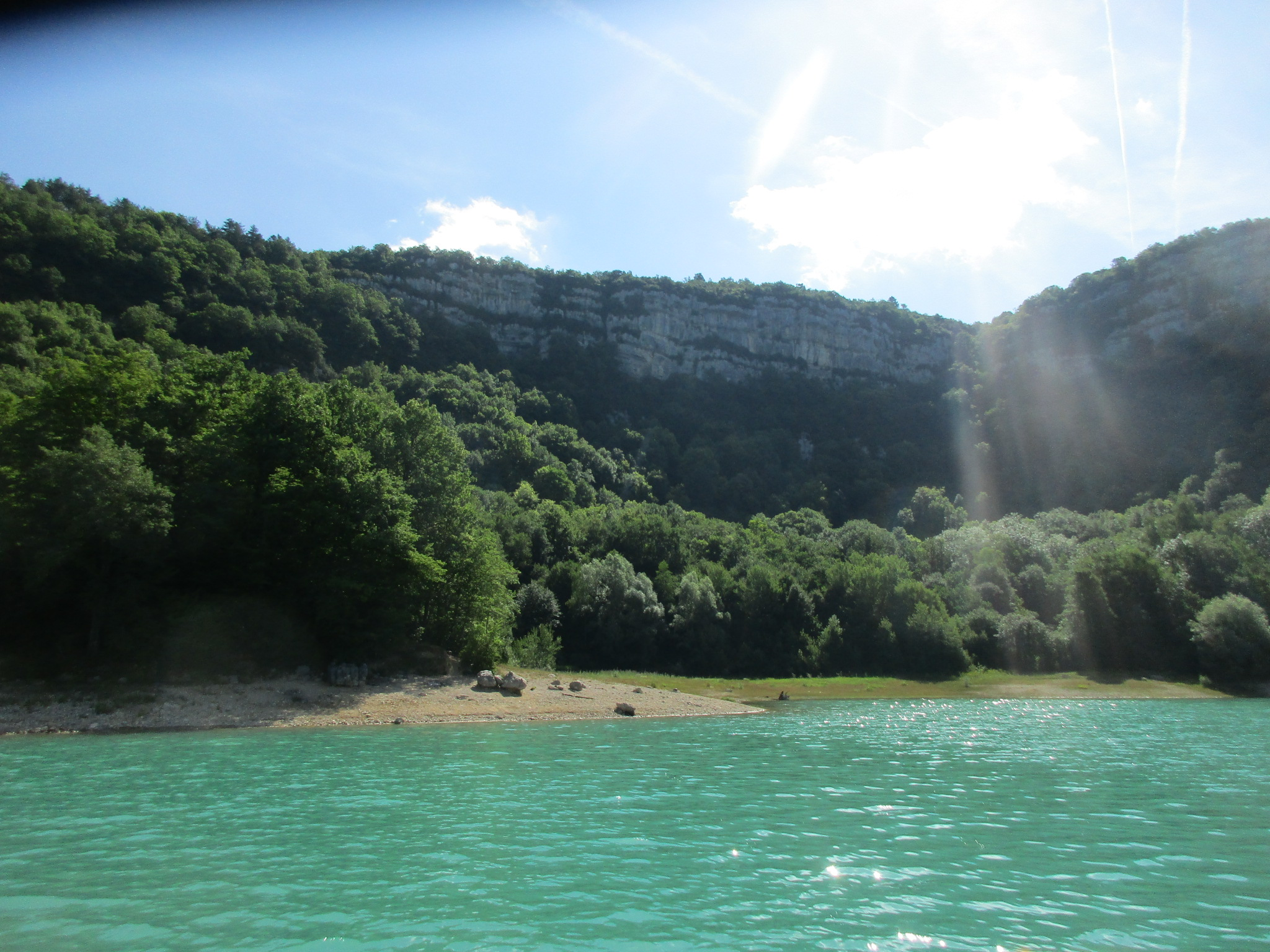
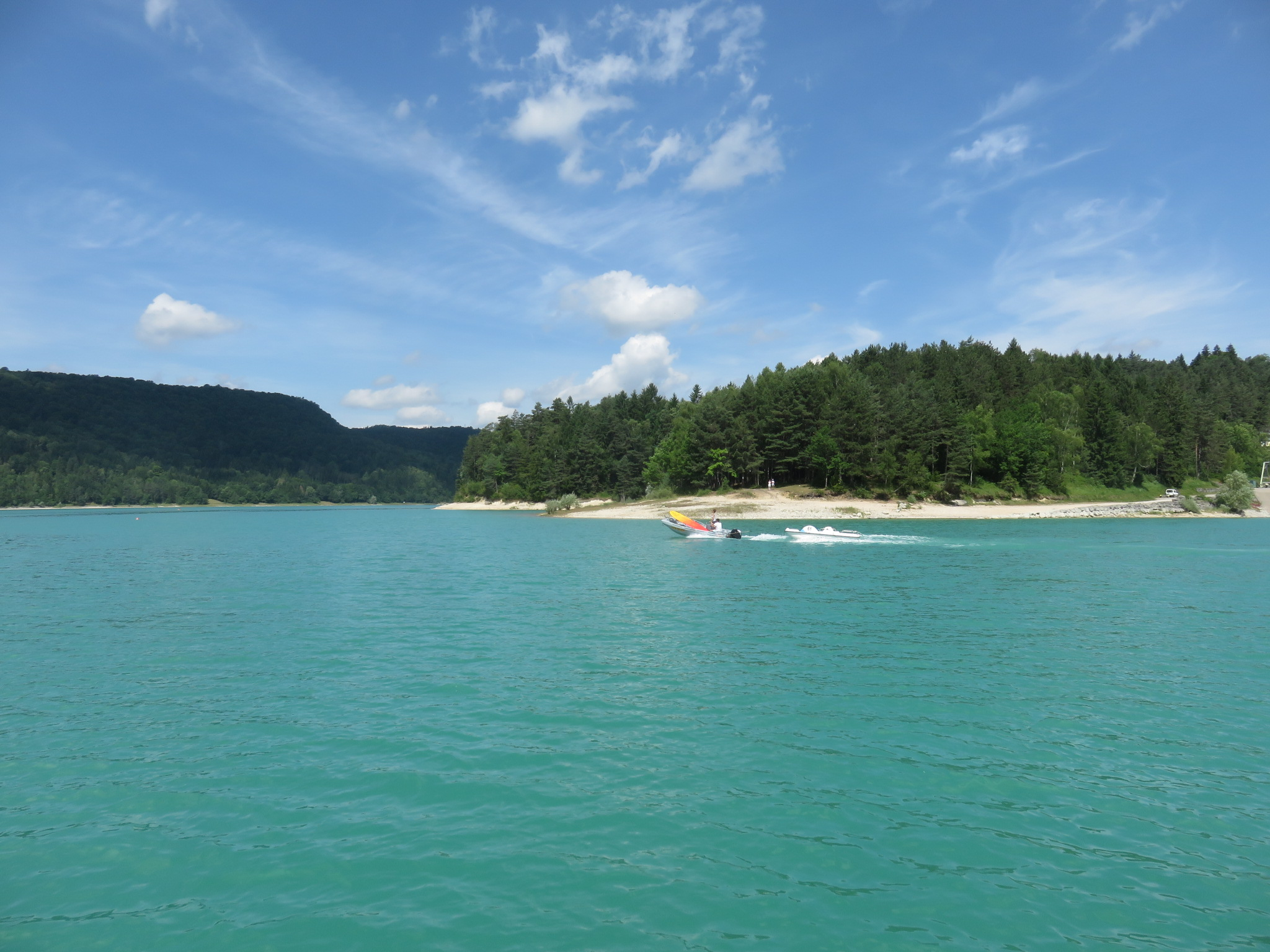
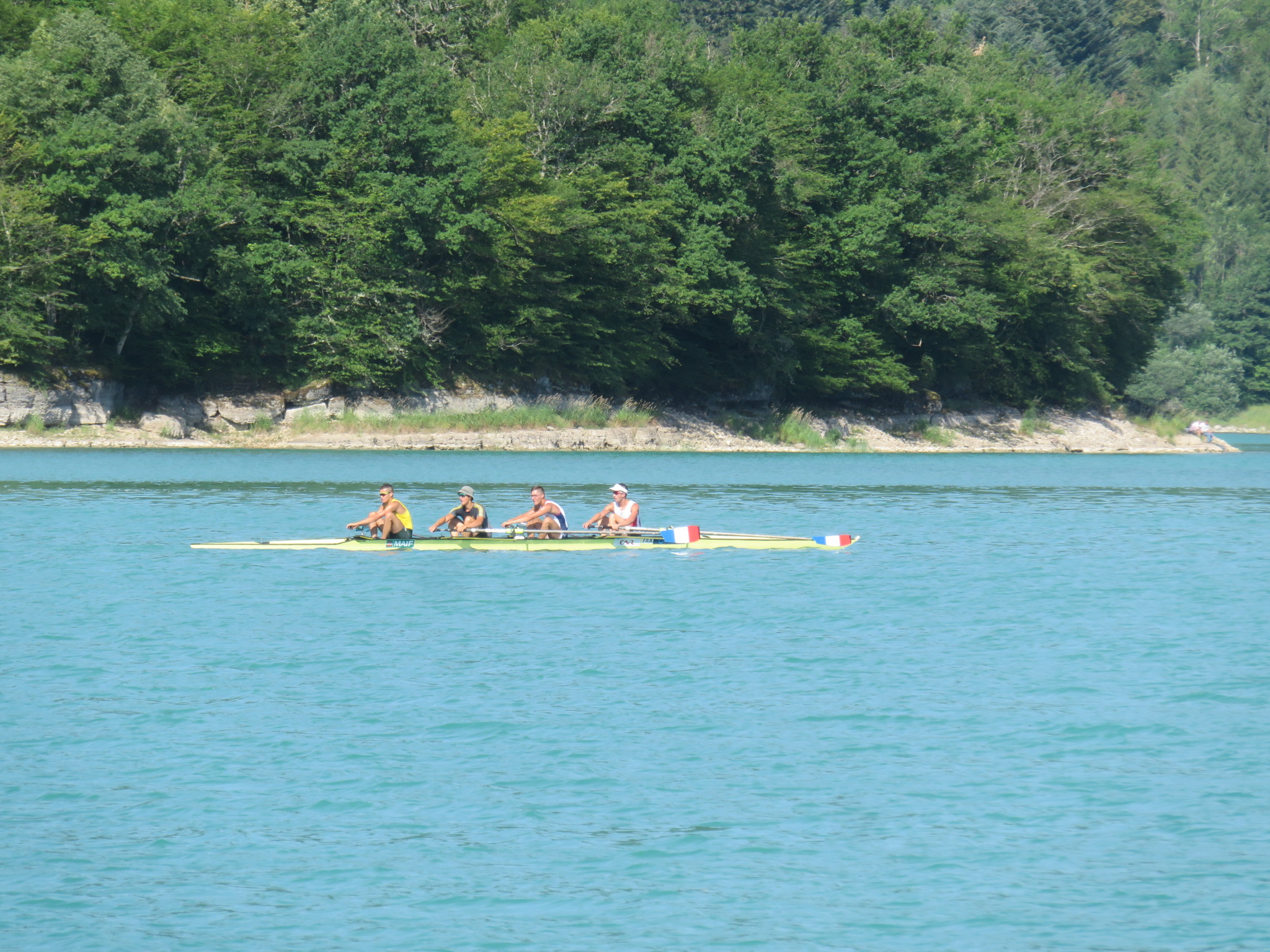
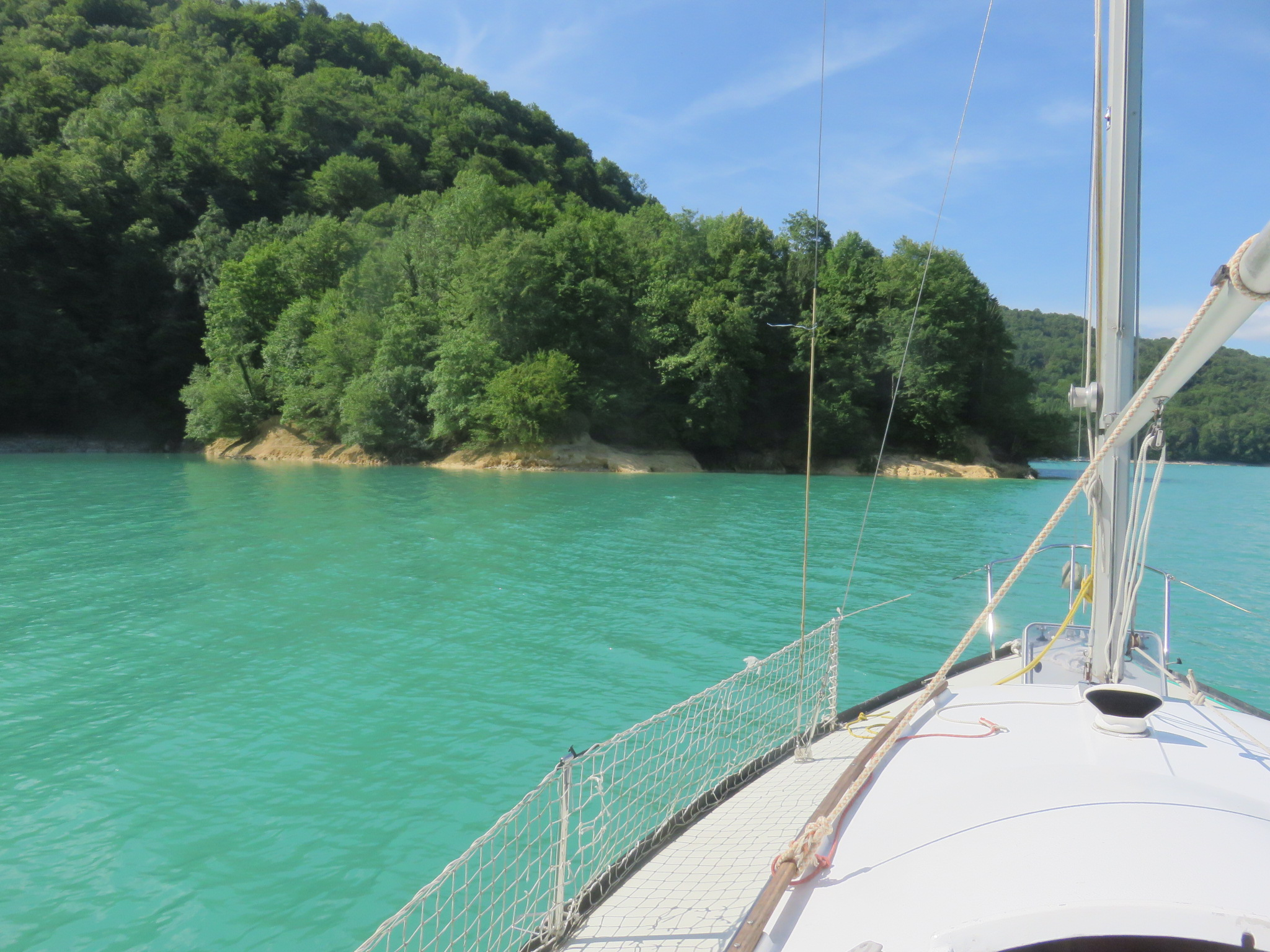

### Faune
Une grande variété de poissons vivent dans le lac : sandres, brochets, carpes, perches, truites de lac, corégones, silures...
En 2010, un pêcheur a découvert une méduse d'eau douce (Craspedacusta sowerbyi), qui se développe dans les eaux du lac quand celles-ci dépassent les 25 °C, en été.
Les anfractuosités de certaines falaises qui bordent le lac sont le lieu de nidification de plusieurs espèces d'oiseaux, en particulier le faucon pèlerin, ce qui confère à cette zone un intérêt faunistique majeur.
Le lac est régulièrement traversé à la nage par des chamoisou des hardes de sangliers.

### Protection environnementale
Le lac de Vouglans et ses alentours font l'objet d'un nombre important de protections environnementales. Une grande partie du lac, de l'affluence avec la Cimante jusqu'au barrage, est incluse dans le parc naturel régional du Haut-Jura.

#### ZNIEFF de type I
À 1 km en aval du début du lac (46° 33′ 57″ N, 5° 42′ 06″ E), se situe la ZNIEFF de type I Sous les côtes, d'une superficie de 40 ha le long du versant ouest du lac sur 2 km. Elle est caractérisée par des landes, des prairies, pelouses, fructicées, ainsi que de la forêt et des prairies humides en périphérie, situées entre 430 et 480 m d'altitude. Autour de la base nautique de Bellecin (46° 29′ 17″ N, 5° 40′ 19″ E), se situe la ZNIEFF de type I Friches et pelouses de Bellecin (no 04890015), d'une superficie de 72 ha et principalement d'intérêt floristique. Cette zone, établie sur une colline, se caractérise par la présence de landes, de fructicées, de pelouses et de prairies, ainsi que de forêts et de cultures en périphérie.

#### Le Conservatoire du littoral (rivages lacustres)
L’objectif prioritaire du Conservatoire du littoral concerne la préservation de la biodiversité et l'ouverture des rivages du lac au public, selon sa stratégie d'intervention définie pour 2015-2050.

## Administration

### Statut administratif
Le lac de Vouglans fait partie du Domaine Public de l’État, la société EDF en est le concessionnaire à partir de la cote 430 m pour la production hydroélectrique, et la régie de Vouglans exploite les ports de tourisme.

### Réglementation
La navigation de tout bâtiment, en dehors des barges, aéroglisseurs, parachutes ascensionnels et bouées tractées, est autorisée sur l'ensemble de la retenue qui est subdivisée en trois zones d'activités : la zone A, la zone B et la zone C. La zone A est comprise entre le port de la Saisse, à Pont-de-Poitte, et l'affluence avec la Cimante, la vitesse de navigation est limitée à 10 km/h ; elle est attribuée aux activités de pêche. La zone B est comprise entre l'affluence avec la Cimante et la base nautique de Bellecin ; cette zone est destinée au motonautisme et au ski nautique, la vitesse de navigation pour les bateaux à moteur est limitée à 60 km/h. La zone C va de Bellecin jusqu'à 1 km en amont du barrage, elle est attribuée à la voile, à l'aviron, au canoë-kayak... ; si la vitesse de navigation des bâtiments à voile n'est pas limitée, elle l'est à 10 km/h pour les bateaux munis d'un moteur
,.
La navigation est interdite sur le lac à partir de 1,4 km en amont du barrage, cette zone est signalisée par des panneaux et des bouées interdisant la navigation et est également pré-signalisée à 600 m en amont de la zone interdite. En 1997, cette zone d'interdiction de navigation était située à 200 m en amont du barrage.
La vitesse maximale des bateaux motorisés est fixée à 5 km/h, dans les trois zones, dans une bande de rive de 50 m. L'arrêté préfectoral du 31 juillet 2014 définit la nouvelle réglementation de la circulation des bateaux et de certaines activités nautiques sur la retenue du barrage de Vouglans.

## Aménagements

### Aménagements touristiques
Le tourisme est essentiellement organisé par la Communauté de Commune Terre dEmeraude, propriétaire des installations. Le lac comprend trois ports principaux, chacun sa spécialité :
- le port de la Saisse à Pont-de-Poitte (pêche)
- le port du Surchauffant (nautisme) près du Pont de la Pyle commune de La Tour-du-Meix
- le port de la Mercantine (voile) près de Maisod, Charchilla

Sur la rive ouest, près d'Orgelet, se trouve la base nautique de Bellecin, base de séjours scolaires et de colonies de vacances, dédiée à la voile légère et à l'aviron. La base accueille régulièrement l'équipe de France d'aviron.
Il y a également un village vacances à Mercantine près du port et des plages.
Deux campings sont situés près des plages de Mercantine et Surchauffant. Les plages sont accessibles gratuitement, disposent d'équipements sanitaires et les sites de baignades sont surveillés pendant la saison estivale.

## Activités

### Pêche
Le lac est classé en deuxième catégorie. On observe le développement d'une pêche sportive, de plus en plus technique, pour la carpe et le silure notamment. La pêche de loisir est le sport le plus pratiqué sur le lac. L'économie de la pêche est en développement et cette dynamique se répercute sur les activités dans le voisinage du lac. Deux AAPPMA disposent de droits de pêche sur le lac (Gaule Moirantine et ain pays des lacs).

### Pratique de la voile de plaisance
Un club nautique de voile, le Jura Nautic Club, est présent sur le site du port de la Mercantine sur la commune de Maisod. Fort de 60 à 70 adhérents, pour la plupart propriétaires de voiliers de 6 à 12 mètres, le club pratique la navigation de plaisance de mai à octobre. Plusieurs rencontres amicales et manifestations  sont organisées lors de la saison dans un esprit convivial.

### Plongée
La plongée peut être pratiquée par l'intermédiaire du club de plongée de Saint-Claude. Un bateau peut transporter les plongeurs dans différents sites, le plus célèbre étant celui la Chartreuse, ruines d'un couvent.

### Cyclisme
- Le tour du lac de Vouglans à VTT de 86 km et dénivelé de 1 200 m[20].

### Randonnée pédestre
Le tour du lac de Vouglans représente 80 km.

### Compétitions sportives
Le Triathlon International du Jura / Vouglans est organisé tous les ans au mois d'août, depuis 1986.

## Télévision
L'épisode 22 de la série télévisée policière Meurtres à... intitulé Meurtres dans le Jura a été tourné entre juin et juillet 2019 à Arinthod ainsi que dans voisinage du lac et du barrage de Vouglans.

### Sites web
- SIE du bassin Rhône-Méditerranée, « Le lac de Vouglans »(Archive.org • Wikiwix • Archive.is • Google • Que faire ?), Lacs de Franche-Comté, sur rhone-mediterranee.eaufrance.fr (consulté le 20 août 2012).

1. ↑  Morphologie
2. ↑  Statut juridique et administratif

- Jura Vouglans, « site officiel du lac de Vouglans » (consulté le 20 août 2012).

1. ↑  Carte du lac de Vouglans et règles de navigation
2. ↑  Présentation